# The Roundhouse Tapes
The Roundhouse Tapes är ett livealbum av det svenska metalbandet Opeth, utgivet i november 2007. Det spelades in i The Roundhouse i London den 9 november 2006. En DVD-version släpptes den 17 november 2008.

## Låtlista

### CD 1
1. "When" - 10:28
2. "Ghost of Perdition" - 10:57
3. "Under the Weeping Moon" - 10:28
4. "Bleak" - 8:39
5. "Face of Melinda" - 9:58
6. "The Night and the Silent Water" - 10:29

### CD 2
1. "Windowpane" - 8:01
2. "Blackwater Park" - 18:59
3. "Demon of the Fall" - 8:14

### DVD
1. "When" - 10:28
2. "Ghost of Perdition" - 10:57
3. "Under the Weeping Moon" - 10:28
4. "Bleak" - 8:39
5. "Face of Melinda" - 9:58
6. "The Night and the Silent Water" - 10:29
7. "Windowpane" - 8:01
8. "Blackwater Park" - 18:59
9. "Demon of the Fall" - 8:13